# Slovakiens damlandslag i ishockey
Slovakiens damlandslag i ishockey (slovakiska: Slovenské národné ženské hokejové družstvo) representera Slovakien i ishockey för damer.
Den 27 december 1995 spelade Slovakien sin första damlandskamp i ishockey, och vann med 5-1 mot Frankrike i Megève.
Laget rankades på 17:e plats på IIHF:s världsrankinglista efter VM 2008. Den 10 september 2008 besegrade man Bulgarien med 82-0 i en kvalmatch till olympiska vinterspelen 2010, vilket innebar nytt målrekord för ishockeymatch på internationell nivå.